# フォックス (競走馬)
フォックス（Fox、オールドフォックス〈Old Fox〉とも）は18世紀初頭に活躍したイギリスの競走馬である。馬名は英語でキツネの意。半兄にバスト (Basto) がいる。

## 経歴
ラルフ・アシュトンの生産馬で、父はダーシーズホワイトターク系のクラムジー (Clumsey) 、母はベイペグ（Bay Peg。その父リーデスアラビアン〈Leedes Arabian〉）である。生涯の間に馬主を転々としたが、1719-1723年の5年間に11勝。その中でストリップリング (Stripling) 、ヒップ (Hip) 、スニップメア (Snip Mare) などを何度か破っている。1722年には有名なフライングチルダーズ (Flying Childers) と対戦するがこれには敗北。ほかにニューマーケットでの2度のキングズプレート、ルイスでのキングズプレートなどの勝利が知られている。
1725年にポートモア伯爵に購入されたのち、多数の産駒をもうけた。なかでもカブ (Cub) 、コンクェラー (Conqueror) 、ゴリア (Goliah) 、メリーアンドリュー (Merry Andrew) 、メリオラ（Meliora。ターター〈Tartar〉の母）、フォックスメア（Fox Mare1740。スナップ〈Snap〉の母）、別のフォックスメア（29号族基礎）などが知られ、ダーシーズホワイトターク系のラインではベイボルトン (Bay Bolton) に次ぐ種牡馬となった。

## 血統表
| フォックスの血統(ダーシーズホワイトターク系 / Leedes Arabian 2×3=37.5%) | フォックスの血統(ダーシーズホワイトターク系 / Leedes Arabian 2×3=37.5%) | フォックスの血統(ダーシーズホワイトターク系 / Leedes Arabian 2×3=37.5%) | （血統表の出典）          | （血統表の出典）          |
| 父 Clumsey 芦毛                                                         | 父の父Hautboy 1690年 芦毛                                               | Darcys White Turk 芦毛                                                  | 不明                      | 不明                      |
| 父 Clumsey 芦毛                                                         | 父の父Hautboy 1690年 芦毛                                               | Darcys White Turk 芦毛                                                  | 不明                      |                           |
| 父 Clumsey 芦毛                                                         | 父の父Hautboy 1690年 芦毛                                               | Royal Mare                                                              | 不明                      | 不明                      |
| 父 Clumsey 芦毛                                                         | 父の父Hautboy 1690年 芦毛                                               | Royal Mare                                                              | 不明                      |                           |
| 父 Clumsey 芦毛                                                         | 父の母Pet Mare                                                          | Pet                                                                     | 不明                      | 不明                      |
| 父 Clumsey 芦毛                                                         | 父の母Pet Mare                                                          | Pet                                                                     | 不明                      |                           |
| 父 Clumsey 芦毛                                                         | 父の母Pet Mare                                                          | Sedbury Royal Mare                                                      | 不明                      | 不明                      |
| 父 Clumsey 芦毛                                                         | 父の母Pet Mare                                                          | Sedbury Royal Mare                                                      | 不明                      |                           |
| 母 Bay Peg 1690年 鹿毛                                                  | 母の父Leedes Arabian 青毛                                               | 不明                                                                    | 不明                      | 不明                      |
| 母 Bay Peg 1690年 鹿毛                                                  | 母の父Leedes Arabian 青毛                                               | 不明                                                                    | 不明                      |                           |
| 母 Bay Peg 1690年 鹿毛                                                  | 母の父Leedes Arabian 青毛                                               | 不明                                                                    | 不明                      | 不明                      |
| 母 Bay Peg 1690年 鹿毛                                                  | 母の父Leedes Arabian 青毛                                               | 不明                                                                    | 不明                      |                           |
| 母 Bay Peg 1690年 鹿毛                                                  | 母の母Young Bald Peg                                                    | Leedes's Arabian                                                        | 不明                      | 不明                      |
| 母 Bay Peg 1690年 鹿毛                                                  | 母の母Young Bald Peg                                                    | Leedes's Arabian                                                        | 不明                      |                           |
| 母 Bay Peg 1690年 鹿毛                                                  | 母の母Young Bald Peg                                                    | Old Morocco Mare                                                        | Lord Fairfax's Morocco Ba | Lord Fairfax's Morocco Ba |
| 母 Bay Peg 1690年 鹿毛                                                  | 母の母Young Bald Peg                                                    | Old Morocco Mare                                                        | Old Bald Peg F-No.6       |                           |